# Ложное ядро

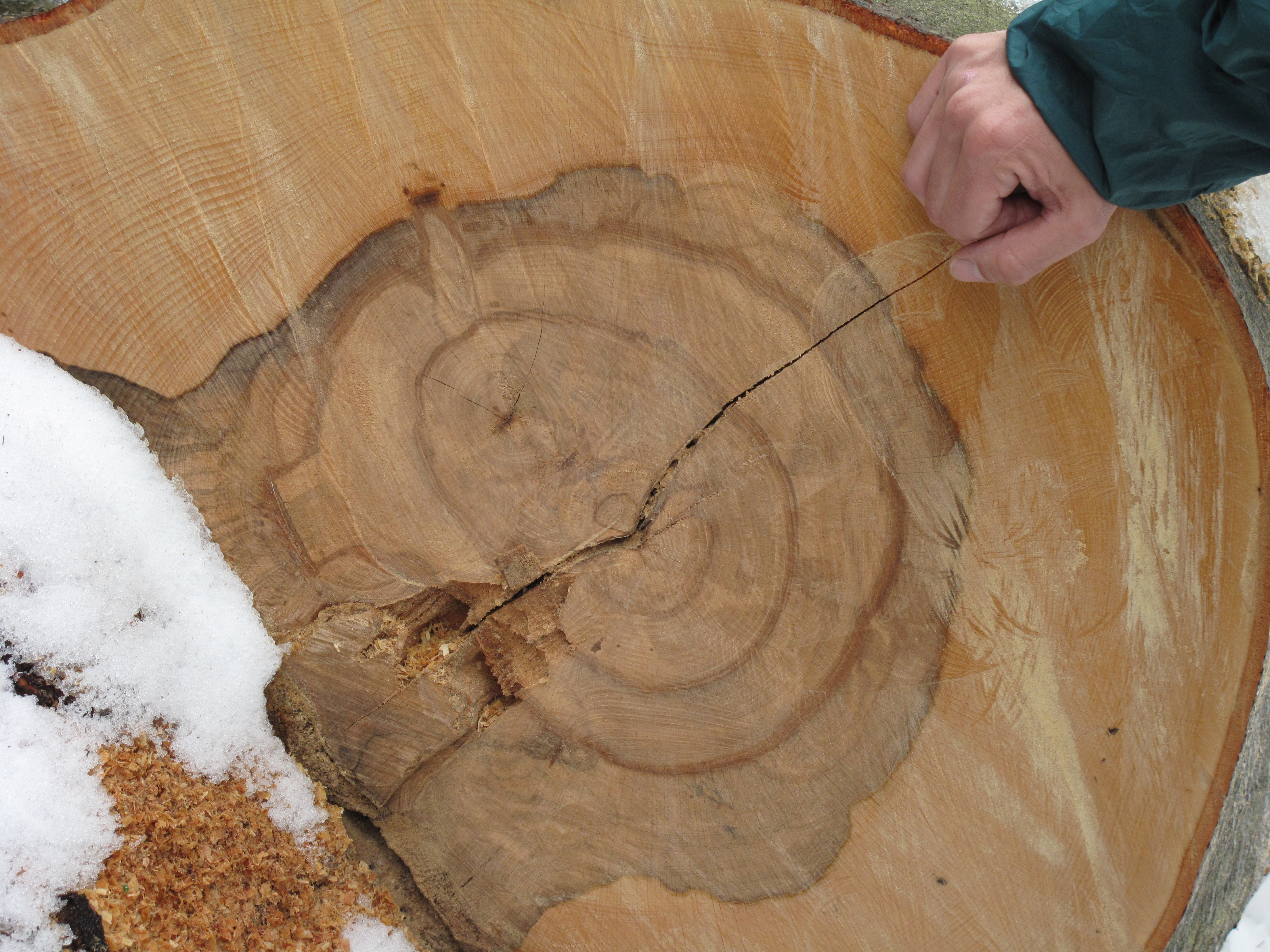
Округлое трёхзональное центральное ложное ядро в стволе бука

Ло́жное ядро́ — часто встречающееся образование в центре ствола безъядровых (заболонных и спелодревесных) лиственных пород деревьев, аналогичное настоящему ядру большинства хвойных и ядровых древесных пород.
Эта древесина не обладает свойственной ядровой древесине долговечностью и часто выделяется неоднородной раскраской, разнообразием по форме и размерам. Отличается непостоянством по времени появления в дереве. Образованные ядровые вещества остаются в люменах, импрегнирования стенок клеток не происходит.
Характерно для бука, берёзы, ольхи, клёна, осины, липы, граба, явора, груши и др. В возрасте 150 лет ложное ядро имеют от 80 до 100 % буков.
Ложное ядро считается пороком древесины и уменьшает её ценность, однако не всегда влияет на прочность.

## Строение

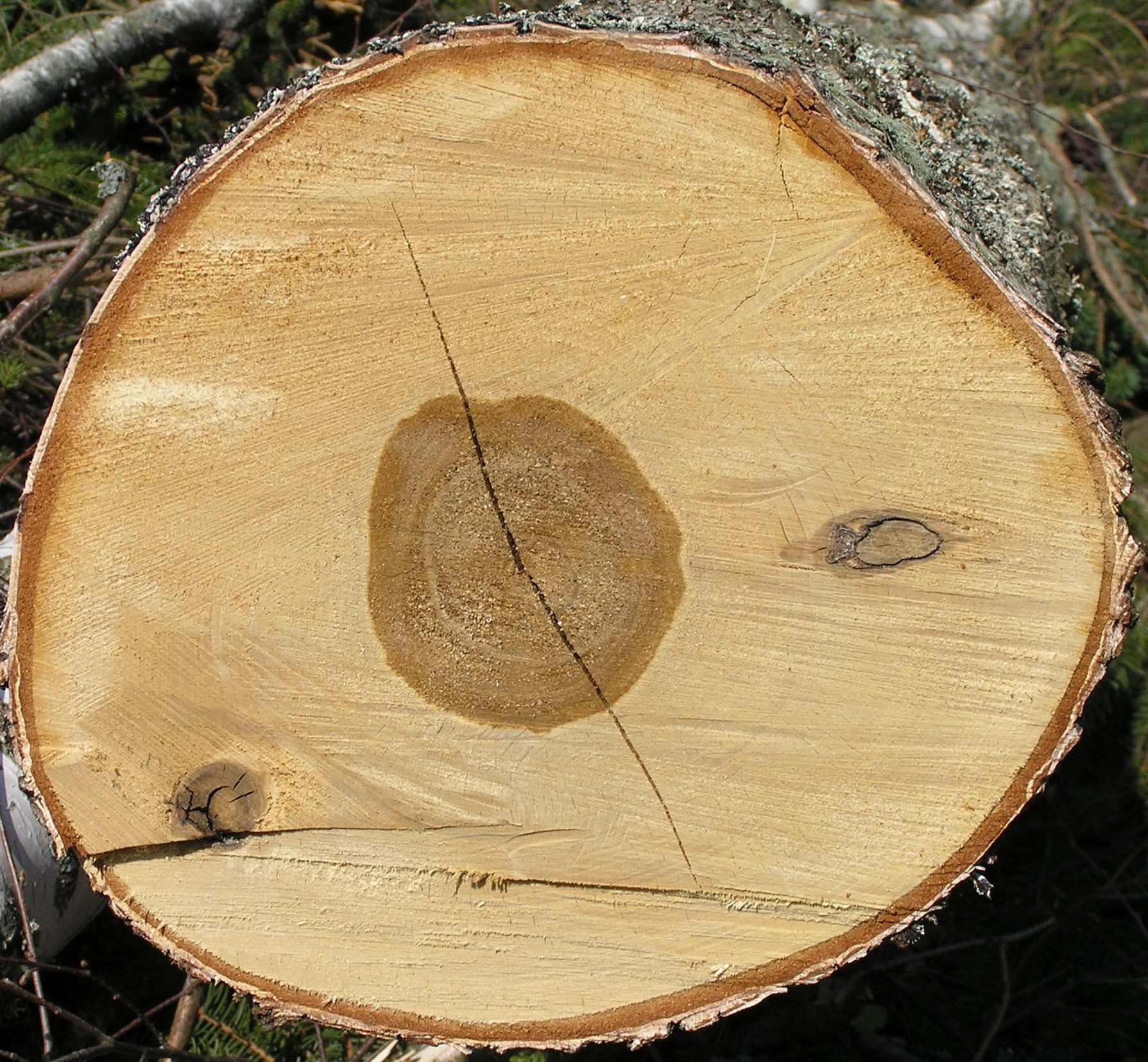
Простое ядро в берёзе

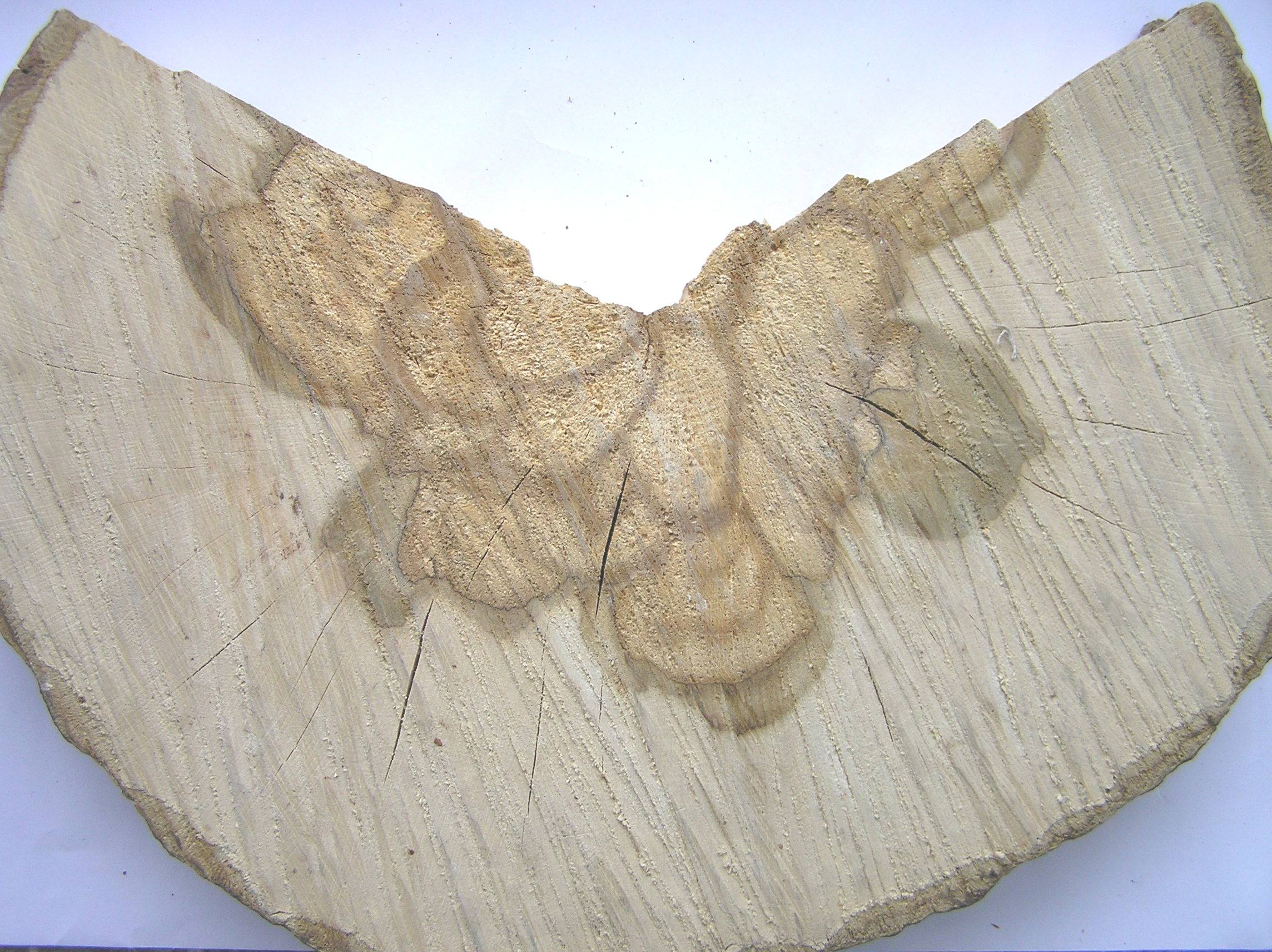
Мозаичное ядро

По положению в стволе может быть центральным или смещённым. Имеет обычно бурый или коричневый цвет, иногда с лиловым, фиолетовым или тёмно-зелёным оттенком. На поперечном разрезе может быть округлым или звездчатым. Первое имеет ровные или слегка волнистые края, второе — изрезанные или ломаные.Как правило, ложное ядро окружено тёмной, реже более светлой, чем остальная его часть (как у берёзы), защитной каймой, которая может не только охватывать ложное ядро, но и делить его на части (зоны). Если ложное ядро однородно по цвету и имеет защитную кайму только по краям или делится ею на 2—3 смежных участка, не охватывающих друг друга, то оно называется простым или однородным. Это самая распространённая форма ложного ядра.
Если один участок окружает другой в виде кольца, то такое ложное ядро называется двухзональным. Если концентрических зон больше, то такое ядро называется многозональным. В двухзональном ложном ядре бука европейского наружная кольцевая зона является зоной морозного ядра. Такое ядро образовалось у карпатских буков особенно холодной зимой 1928/29 годов.
Зональность ложного ядра часто сочетается с мозаичностью, когда в ядре присутствует множество секций, примыкающих друг к другу и разделённых защитной каймой.
Зональные и мозаичные ложные ядра характерны для пород с хорошей поперечной сообщаемостью годовых слоёв, например, для бука и клёна. У берёзы мозаичное ядро иногда имеет спиральную, улиткообразную форму.
Ложное ядро с гнилью неравномерно окрашено, имеет белые выцветы или чёрные линии; всё целиком или частично принимает сероватую окраску, теряя красноватые тона.

## Происхождение
Есть разные версии происхождения ложного ядра. По мнению одних исследователей, это такое же нормальное явление, как истинное ядро пород с регулярным ядрообразованием, только образуется факультативно. По мнению других, оно является патологическим образованием или даже начальной стадией разложения древесины. С точки зрения А. Т. Вакина, ложное ядро является результатом раневой реакции, причины которой могут быть различны (например, морозное ядро карпатского бука).

## Влияние на качество древесины

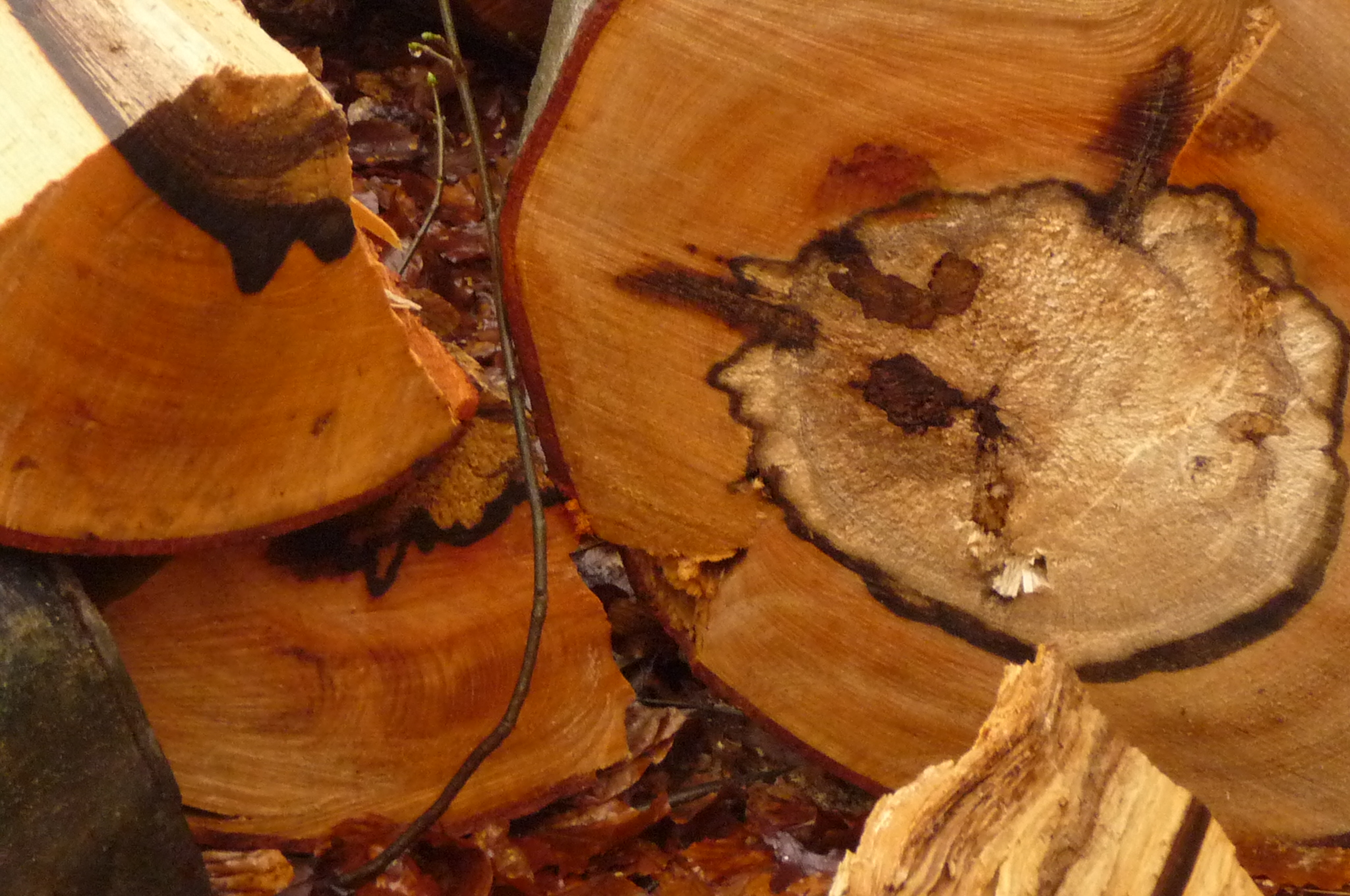
Загнившее ложное ядро

Подобно настоящему ядру, ложное ядро без гнили изменяет некоторые физические свойства древесины (водопроницаемость, усушку, набухание), в срубленной древесине имеет повышенную стойкость к загниванию, на прочность существенно не влияет. В ложном ядре с гнилью происходят те же изменения физических свойств, что и в древесине, поражённой внутренней темниной.
У бука механические свойства ложного ядра выше, чем у заболони, однако при признаках гнили снижается сопротивление ударному изгибу и способность к загибу. Вследствие закупорки сосудов тиллами плохо пропитывается. Морозное ядро имеет слабозатиллованные сосуды и пропитывается почти как заболонь. Звездчатое ложное ядро бука при сушке склонно к растрескиванию больше, чем заболонь.
Берёзовые пиломатериалы, частично имеющие ложное ядро, растрескиваются и коробятся вследствие различий заболони и ложного ядра в первоначальной влажности (перед сушкой), скорости высыхания и величины усушки. В таком случае пиломатериал толщиной 25 мм может быть удовлетворительно высушен в низкотемпературном режиме.
У клёна ложное ядро имеет несколько повышенную плотность, пониженный коэффициент усушки и одинаковые с заболонью механическую прочность и твердость. Лишь ложное ядро с тёмными оттенками в комле имеет иногда пониженные плотность и механические свойства.
Простое ложное ядро липы имеет несколько пониженную плотность, но по прочности при сжатии вдоль волокон и боковой твёрдости не отличается от заболони и может быть использовано наравне с ней.
Простое ложное ядро ольхи практически имеет такую же плотность и прочность при сжатии вдоль волокон и при статическом изгибе, как заболонь. Прочность при ударном изгибе несколько ниже.